# Riverbend (Washington)
Riverbend az Amerikai Egyesült Államok északnyugati részén, Washington állam King megyéjében elhelyezkedő statisztikai település. A 2010. évi népszámlálási adatok alapján 2132 lakosa van.

## Népesség
A település népességének változása:
| Lakosok száma | 2230 | 2132 | 2123 |
|               | 2000 | 2010 | 2020 |